# Distretto di Kaset Wisai
Il distretto di Kaset Wisai (in thailandese: เกษตรวิสัย) è un distretto (amphoe) della Thailandia, situato nella provincia di Roi Et.